# Indijska kuhinja
Indijska kuhinja je izredno raznolika kuhinja, znana predvsem po široki in domiselni uporabi začimb. Indijska kuhinja se deli na severno in južno; na severu je glavna hrana indijski kruh, na jugu pa riž. Najbolj pogoste sestavine indijskih jedi so zelenjava, leča in fižol, glavna maščoba je pa ghee.
Pogoste začimbe so orientalska kumina, kardamom, kurkuma, gorčica, čili, cimet, koriander, žafran, klinčki, asafetida, ingver, česen, muškatni orešček, lovor in poper.

## Severnoindijska kuhinja
Glavna hrana v severni Indiji je kruh, npr. naan in roti, uporabljajo pa tudi veliko mlečnih proizvodov, kot so ghee in jogurt.

## Južnoindijska kuhinja
Glavna hrana v južni Indiji je riž. Znane južnoindijske jedi so sambar, rasam, dosa in idli. Zelo pogosto se uporablja kokos, predvsem pa kokosovo olje.